# Liste des présidents de la République tunisienne
Pour un article plus général, voir Président de la République tunisienne.
Cet article dresse la liste des présidents de la République tunisienne depuis 1957.

## Contexte

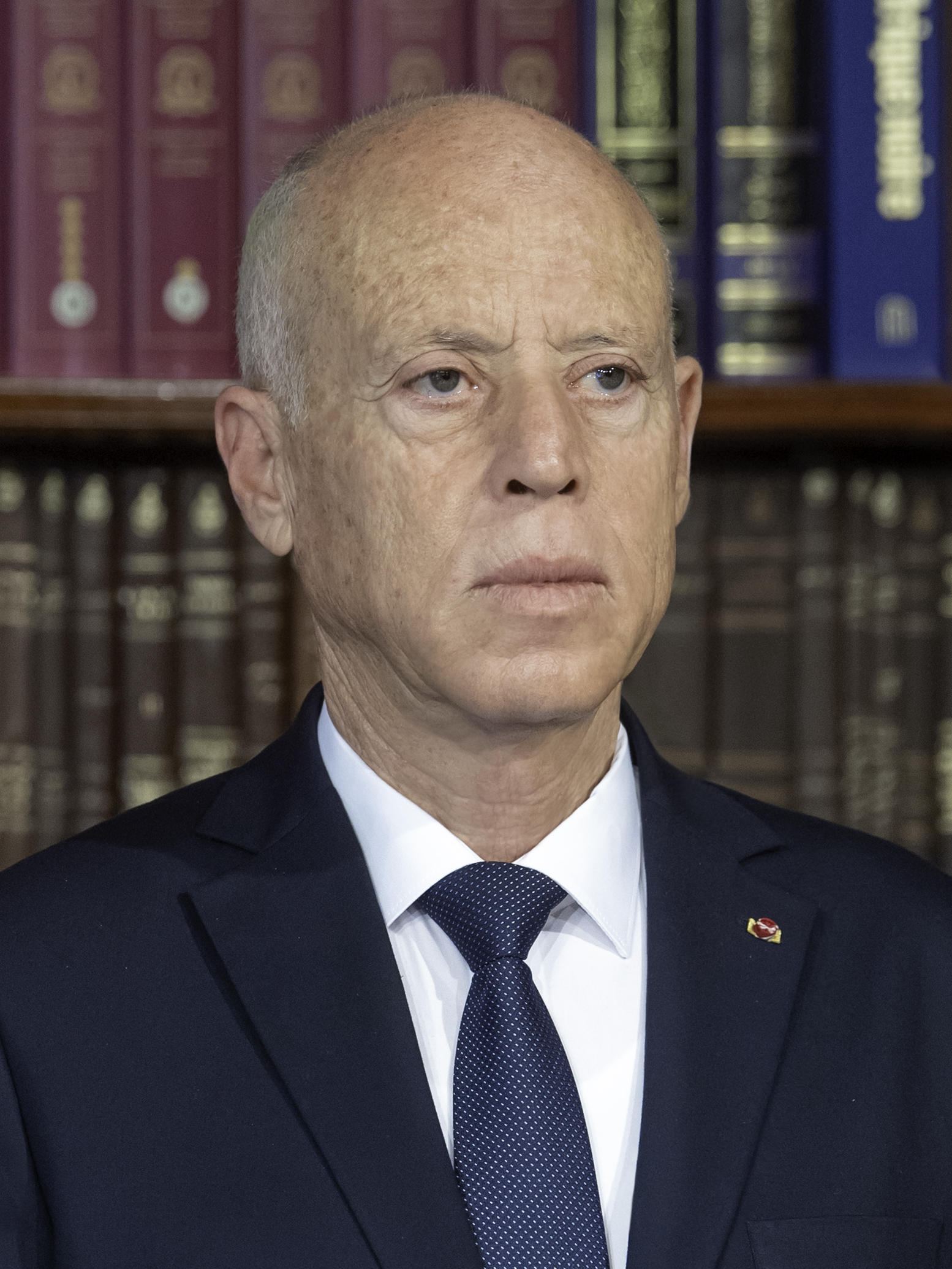
Kaïs Saïed, l'actuel président de la République tunisienne.

Le président de la République tunisienne est le chef de l'État tunisien, élu directement pour un mandat de cinq ans par les citoyens tunisiens. Le titulaire dirige le pouvoir exécutif du gouvernement tunisien avec le chef du gouvernement et est le commandant en chef des forces armées tunisiennes. Depuis la création de cette fonction en 1957, cinq hommes ont occupé le poste de président. Le septième et actuel président est Kaïs Saïed, en fonction depuis le 23 octobre 2019. Deux anciens présidents sont vivants en 2025. L’ancien président mort le plus récemment est Zine el-Abidine Ben Ali, le 19 septembre 2019.
La présidence de Mohamed Ennaceur, qui assume les fonctions de président par intérim à la suite de la mort du président sortant Béji Caïd Essebsi, est la plus courte de l'histoire de la Tunisie (90 jours). Habib Bourguiba, le premier titulaire, sert le plus longtemps, plus de trente ans (1957-1987), avant d'être démis de ses fonctions par son Premier ministre Ben Ali, le 7 novembre 1987. Depuis la ratification de la Constitution de 2014, personne ne peut être élu président plus de deux fois. Parmi ceux qui ont été président, un seul est mort en fonction de causes naturelles (Caïd Essebsi), deux ont été démis de leurs fonctions (Bourguiba et Ben Ali) et deux ont assumé les fonctions à titre intérimaire (Fouad Mebazaa et Ennaceur).

## Historique
Habib Bourguiba est nommé président par le l'Assemblée nationale constituante le 25 juillet 1957, jusqu'à l'élection d'un président permanent. Après la promulgation de la constitution le 1er juin 1959, une élection présidentielle a lieu le 8 novembre 1959. Étant le seul à se présenter aux élections, il obtient 91 % des voix pour un mandat de cinq ans. Il est élu trois fois sans opposition. Peu de temps après avoir remporté son quatrième mandat complet, il est proclamé président à vie. Il reste en fonction jusqu'à sa destitution lors du coup d'État du 7 novembre 1987, organisé par son Premier ministre Zine el-Abidine Ben Ali.
Ben Ali, qui est Premier ministre et ministre de l'Intérieur sous la présidence de Bourguiba, le fait déclarer médicalement inapte au service le 7 novembre 1987. Conformément à la Constitution, il devient président par intérim en attendant de nouvelles élections. Ben Ali est élu sans opposition pour un mandat complet de cinq ans le 2 avril 1989, et est réélu trois fois de plus (la première fois sans opposition). Le 14 janvier 2011, son régime tombe lors de la révolution tunisienne qui débute le 17 décembre 2010. Mohamed Ghannouchi, son Premier ministre, revendique la présidence, en tant que président par intérim.
Fouad Mebazaa est désigné par l'Assemblée nationale constituante pour exercer les fonctions de président par intérim le 15 janvier 2011. En vertu de l'article 57 de la Constitution, une élection doit avoir lieu entre 45 et 60 jours après la nomination de Mebazaa. Cependant, le 3 mars 2011, il annonce l'abrogation de la Constitution de 1959 et l'élection d'une assemblée constituante qui doit en rédiger une nouvelle. Il reste donc président par intérim en attendant de nouvelles élections.
Moncef Marzouki est élu président par l'Assemblée nationale constituante le 12 décembre 2011. Le lendemain, il est investi, faisant de lui le premier président à ne pas être membre du parti au pouvoir. Lors de l'élection présidentielle de 2014, il est battu par l'ancien Premier ministre Béji Caïd Essebsi et quitte ses fonctions le 31 décembre 2014.
Caïd Essebsi devient le premier président élu au suffrage universel après la révolution, le 21 décembre 2014. Le 31 décembre, il prend ses fonctions en tant que cinquième président de la Tunisie et premier à être librement élu. Il meurt le 25 juillet 2019 et est remplacé par Mohamed Ennaceur comme président par intérim, conformément aux articles 84 et 85 de la Constitution. Selon celle-ci, Ennaceur doit exercer ses fonctions pendant 90 jours au maximum, au cours desquels une élection présidentielle anticipée doit avoir lieu. Des élections sont déjà prévues pour novembre 2019, mais sont avancées à septembre pour garantir qu'un nouveau président prête serment avant le délai de 90 jours.
Kaïs Saïed est élu en septembre 2019. Il prend ses fonctions le 23 octobre en tant que deuxième président (Marzouki étant le premier) qui n'est pas un héritier de Bourguiba. Saïed remporte la première élection présidentielle au cours de laquelle un débat présidentiel a lieu.

## Liste
| No | Portrait        | Nom                                                            | Élection                 | Début du mandat  | Fin du mandat     | Gouvernements                                                          | Appartenance politique | Appartenance politique                  |
| -- | --------------- | -------------------------------------------------------------- | ------------------------ | ---------------- | ----------------- | ---------------------------------------------------------------------- | ---------------------- | --------------------------------------- |
| 1  |                 | Habib Bourguiba (3 août 1903 - 6 avril 2000)                   | 1957 1959 1964 1969 1974 | 25 juillet 1957  | 7 novembre 1987   | - Bourguiba II - Ladgham - Nouira - Mohamed Mzali - Sfar - Ben Ali     |                        | Néo-Destour (1957-1964) PSD (1964-1987) |
| 2  |                 | Zine el-Abidine Ben Ali (3 septembre 1936 - 19 septembre 2019) | coup d'État              | 7 novembre 1987  | 9 avril 1989      | - Baccouche I - Baccouche II - Baccouche III - Karoui - Ghannouchi I   |                        | PSD (1987-1988)                         |
| 2  | RCD (1988-2011) | Zine el-Abidine Ben Ali (3 septembre 1936 - 19 septembre 2019) | coup d'État              | 7 novembre 1987  | 9 avril 1989      | - Baccouche I - Baccouche II - Baccouche III - Karoui - Ghannouchi I   |                        |                                         |
| 2  | 1989            | Zine el-Abidine Ben Ali (3 septembre 1936 - 19 septembre 2019) | 9 avril 1989             | 9 avril 1994     |                   | - Baccouche I - Baccouche II - Baccouche III - Karoui - Ghannouchi I   |                        |                                         |
| 2  | 1994            | Zine el-Abidine Ben Ali (3 septembre 1936 - 19 septembre 2019) | 9 avril 1994             | 15 novembre 1999 |                   | - Baccouche I - Baccouche II - Baccouche III - Karoui - Ghannouchi I   |                        |                                         |
| 2  | 1999            | Zine el-Abidine Ben Ali (3 septembre 1936 - 19 septembre 2019) | 15 novembre 1999         | 17 novembre 2004 |                   | - Baccouche I - Baccouche II - Baccouche III - Karoui - Ghannouchi I   |                        |                                         |
| 2  | 2004            | Zine el-Abidine Ben Ali (3 septembre 1936 - 19 septembre 2019) | 17 novembre 2004         | 12 novembre 2009 |                   | - Baccouche I - Baccouche II - Baccouche III - Karoui - Ghannouchi I   |                        |                                         |
| 2  | 2009            | Zine el-Abidine Ben Ali (3 septembre 1936 - 19 septembre 2019) | 12 novembre 2009         | 14 janvier 2011  |                   | - Baccouche I - Baccouche II - Baccouche III - Karoui - Ghannouchi I   |                        |                                         |
| 3  |                 | Fouad Mebazaa (15 juin 1933 - 23 avril 2025)                   | -                        | 15 janvier 2011  | 3 mars 2011       | - Ghannouchi II - Caïd Essebsi                                         |                        | RCD (2011)                              |
| 3  | 3 mars 2011     | Fouad Mebazaa (15 juin 1933 - 23 avril 2025)                   | -                        | 13 décembre 2011 |                   | - Ghannouchi II - Caïd Essebsi                                         | Indépendant (2011)     |                                         |
| 4  |                 | Moncef Marzouki (né le 7 juillet 1945)                         | 2011                     | 13 décembre 2011 | 31 décembre 2014  | - Béji Caïd Essebsi - Hamadi Jebali - Ali Larayedh - Mehdi Jomaa       |                        | CPR                                     |
| 5  |                 | Béji Caïd Essebsi (29 novembre 1926 - 25 juillet 2019)         | 2014                     | 31 décembre 2014 | 25 juillet 2019 † | - Mehdi Jomaa - Habib Essid - Youssef Chahed                           |                        | Nidaa Tounes                            |
| 6  |                 | Mohamed Ennaceur (né le 21 mars 1934)                          | -                        | 25 juillet 2019  | 23 octobre 2019   | - Youssef Chahed                                                       |                        | Nidaa Tounes                            |
| 7  |                 | Kaïs Saïed (né le 22 février 1958)                             | 2019                     | 23 octobre 2019  | 21 octobre 2024   | - Chahed - Fakhfakh - Mechichi - Bouden - Hachani - Madouri - Zaafrani |                        | Indépendant                             |
| 7  | 2024            | Kaïs Saïed (né le 22 février 1958)                             | 21 octobre 2024          | en fonction      |                   | - Chahed - Fakhfakh - Mechichi - Bouden - Hachani - Madouri - Zaafrani |                        | Indépendant                             |

## Classement par durée de mandat
| Rang | Président               | En jours     | En années                  | Dates     | Notes                        |
| ---- | ----------------------- | ------------ | -------------------------- | --------- | ---------------------------- |
| 1    | Habib Bourguiba         | 11 062 jours | 30 ans, 3 mois et 13 jours | 1957-1987 | Renversé par un coup d'État  |
| 2    | Zine el-Abidine Ben Ali | 8 469 jours  | 23 ans, 2 mois et 7 jours  | 1987-2011 | Renversé après la révolution |
| 3    | Kaïs Saïed              | 2 120 jours  | 5 ans, 9 mois et 20 jours  | 2019-     | Mandat en cours              |
| 4    | Béji Caïd Essebsi       | 1 667 jours  | 4 ans, 6 mois et 24 jours  | 2014-2019 | Meurt en fonction            |
| 5    | Moncef Marzouki         | 1 144 jours  | 3 ans, 1 mois et 18 jours  | 2011-2014 | Battu à l'élection de 2014   |
| 6    | Fouad Mebazaa           | 332 jours    | 10 mois et 28 jours        | 2011      | Président par intérim        |
| 7    | Mohamed Ennaceur        | 90 jours     | 2 mois et 28 jours         | 2019      | Président par intérim        |